# Qowsheh Degarmān
Qowsheh Degarmān (persiska: Qūsheh Degermān, قوشه دگرمان) är en ort i Iran.   Den ligger i provinsen Semnan, i den norra delen av landet, 400 km öster om huvudstaden Teheran. Qowsheh Degarmān ligger 1 356 meter över havet och antalet invånare är 315.
Terrängen runt Qowsheh Degarmān är huvudsakligen kuperad, men den allra närmaste omgivningen är platt.Runt Qowsheh Degarmān är det mycket glesbefolkat, med 5 invånare per kvadratkilometer. Närmaste större samhälle är Darjan, 10,6 km väster om Qowsheh Degarmān. Trakten runt Qowsheh Degarmān består till största delen av jordbruksmark.